# Vườn quốc gia Tuyết Bá
Vườn quốc gia Tuyết Bá là một vườn quốc gia tại Đài Loan. Vườn quốc gia này có diện tích 768,5 km2 (189.900,5 mẫu Anh) được thành lập năm 1992. Vườn quốc gia này nằm ở trung tâm phía bắc của đảo Đài Loan thuộc huyện Tân Trúc và Miêu Lật. Đây là nơi có đỉnh Tuyết Sơn và ngọn núi cao thứ hai của Đông Á, Dãy núi Đại Bá.
Sinh thái núi cao, địa chất, địa hình, sông, thung lũng lạch, động vật và thực vật quý hiếm, và nhiều loại rừng phong phú là một số tài nguyên quan trọng để bảo tồn. 
Trụ sở chính của công viên được thành lập vào ngày 1 tháng 7 năm 1992. Giám đốc trụ sở hiện tại là Lin Ching.  Địa chỉ của Vườn quốc gia Shei-Pa là 100 Xueweiping, Làng Fuxing, thị trấn Dahu, huyện Miaoli, Đài Loan.

## Địa lý, Khí hậu và Địa chất
Vườn quốc gia Tuyết Bá nằm cách trung tâm ung thư khoảng 100 km về phía bắc.  Công viên bao gồm một loạt các hệ sinh thái nằm giữa 760 mét tại điểm thấp nhất, Thung lũng sông Đại An và độ cao 3.886 mét tại điểm cao nhất, đỉnh Tuyết Sơn. Tuyết Sơn là ngọn núi cao thứ hai ở Đài Loan. Dãy Tuyết Sơn nằm dọc theo phía bắc của Phạm vi Trung tâm của Đài Loan. Giống như hầu hết các ngọn núi của Đài Loan, dãy núi Xueshan là một vành đai biến chất nâng cao tạo nên cột sống của đất nước. Các đặc điểm địa chất đáng chú ý của công viên bao gồm nếp gấp của Núi Phẩm Điền cũng như nhiều chỗ đất trũng băng hà.